# ゴールデン☆アイドル 南野陽子 30th Anniversary
『ゴールデン☆アイドル 南野陽子 30th Anniversary』（ゴールデンアイドル みなみのようこ さーてぃーす あにばーさりー）は、南野陽子のベスト・アルバム 。発売元はソニー・ミュージックダイレクト。規格品番はMHCL-30334/8。完全生産限定盤である。

## 解説
CD帯コピー：デビュー30周年!! 南野陽子のゴールデン☆アイドル・アニヴァーサリー・ヴァージョン!!
歌手デビュー30周年を記念して『ゴールデン☆アイドル』シリーズの一環として発売された。全シングル・レコード及びCDシングルのA面/B面曲収録の3枚に加え、南野陽子本人によってアルバム曲や他者の作品への参加楽曲などからも選曲された2枚の計5枚組全78曲収録のベスト・アルバムである。
発売に際し音源に対してデジタル・リマスタリングが施された。また、CD規格は「高品質CD」とされるBlu-specCD2仕様である。
CDパッケージはシングルレコード・サイズの三面折の紙ジャケットである。当時封入されたレコードジャケット写真、一部の別ジャケット表面や歌詞記載の裏面、付録などを収めた複製ブックレットが付属している。また、冒頭に南野陽子と吉田格の対談が掲載された。その中で自身に『ゴールデン☆アイドル』の話が来ることを期待していたことや、アルバム曲も選びたいと自ら提案した旨を打ち明けている。ブックレットの裏表紙には2015年時点のサイン筆跡が印刷された。
購入者特典として、30周年記念コンサートでの握手会参加券応募のフライヤーが封入された。

## 収録曲

### Disc1
1. 恥ずかしすぎて
2. さよなら、夏のリセ
3. さよならのめまい
4. 金星伝説
5. 悲しみモニュメント
6. 春景色
7. 風のマドリガル
8. ヒロインの伝説
9. 接近 (アプローチ)
10. せいいっぱいの想い出
11. 楽園のDoor
12. 夜の東側
13. 話しかけたかった
14. エイプリル・フール
15. パンドラの恋人
16. ひとりっきりの夏は

### Disc2
1. 秋のIndication
2. ひとつ前の赤い糸
3. はいからさんが通る
4. はじめの一歩
5. 吐息でネット。
6. ガラスの海で
7. あなたを愛したい
8. 帰りたくない
9. 秋からも、そばにいて
10. 抱きしめて もう一度
11. 涙はどこへいったの
12. ガールフレンド Part2
13. トラブル・メーカー
14. 瞳のなかの未来
15. フィルムの向こう側
16. 僕らのゆくえ

### Disc3
1. ダブルゲーム
2. サイド・シートに答えて
3. へんなの!!
4. 思い出を思い出さないように
5. 耳をすましてごらん
6. 思いのままに（New-Version）
7. KISSしてロンリネス
8. DEAD END
9. 夏のおバカさん
10. Lonely Blue
11. はいからさんが通る（2005 Ver.）
12. 吐息でネット（2005 Ver.）
13. スケバン刑事メドレー
14. はいからさんが通る（2005 Ver.／カラオケ）
15. 吐息でネット（2005 Ver.／カラオケ）
16. スケバン刑事メドレー（カラオケ）

### Disc4
1. Misty Eyes
  - ベストアルバム『Diamond Smile』（1992年）収録曲。
2. Knock!!Knock!!Knock!!（NANNO Solo Ver.）
  - Blooming Girlsとして2012年に発表したシングルのソロ・ヴァージョン、新録。
3. 8月の風
4. 土曜日3時ステラ・ホテル
5. One Way For Graduation
6. 兄貴が彼女を連れて来た
7. 潔白
8. Hello! Goodmorning
9. カリブへ行きたい (2010 Ver.)
  - 『ナンノ・アニバーサリー25th』（2010年）収録ヴァージョン。
10. 想い出になったから
11. 幸せ
12. 星降る夜のシンフォニー
13. 最終オーダー
  - 『NANNO BOX』（2005年）収録曲。
14. 知りたくないの
  - 『なかにし礼と12人の女優たち』（2015年）収録曲。
15. Lonely Night（夜想曲）
  - 9thアルバム『Gather』収録の「Lonely Night」に改めて南野本人による新たな詩を付けて新録したヴァージョン。

### Disc5
1. 曲がり角蜃気楼
2. 神様がいない月
3. Happy New-Year が言いたくて
4. 呼びすてにしないで
5. 桜詩集
  - 『ReFined-Songs Collection〜NANNO 25th Anniversary』（2011年）収録曲、『SNOWFLAKES』収録の「氷のダイアモンド」に新たな歌詞を付け再録したヴァージョン。
6. 昼休みの憂欝
7. 月夜のくしゃみ
8. Sentimental Holy Night
9. 雪の花片 (2011 Ver.)
  - 『ReFined-Songs Collection〜NANNO 25th Anniversary』（2011年）収録ヴァージョン。
10. リフトの下で逢いましょう
11. 涙の数、大人になれたら
12. 聖夜物語
13. 冬の色
  - 『山口百恵トリビュート・セレクション』（2012年）収録曲。
14. 生きる
『はいからさんが通る オリジナル・サウンドトラック』（1987年）収録曲、インストゥルメンタル。
15. 浪花恋しぐれ (BORO duet with 南野陽子)
『大阪で生まれた歌』（2015年）収録曲。